# Wrócikowo
Wrócikowo (deutsch Robertshof) ist ein Ort in der polnischen Woiwodschaft Ermland-Masuren. Er gehört zur Gmina Barczewo (Stadt-und-Land-Gemeinde Wartenburg in Ostpreußen) im Powiat Olsztyński (Kreis Allenstein).

## Geographische Lage
Wrócikowo liegt am westlichen Stadtrand von Barczewo (Wartenburg i. Ostpr.) im Westen der Woiwodschaft Ermland-Masuren, 13 Kilometer nordöstlich der Kreis- und Woiwodschaftshauptstadt Olsztyn (deutsch Allenstein).
|  |

## Geschichte
Gründungsjahr des in seinem Kern lediglich aus einem großen Hof bestehenden Ortes ist das Jahr 1855. Im Amtsdeutsch war unter dem Datum vom 30. Mai jenes Jahres beurkundet: „Dem in der Feldmark der Stadt Wartenburg vom Kaufmann Nisius daselbst neu errichteten Etablissement ist der Name Robertshof beigelegt worden, ohne daß in den bisherigen Kommunal-, polizeilichen und sonstigen Verhältnissen etwas geändert wird“. Im Jahre 1905 wurde der Ort mit zwei Wohnstätten bei 50 Einwohnern genannt.
Als 1945 in Kriegsfolge das gesamte südliche Ostpreußen an Polen fiel, erhielt Robertshof die polnische Namensform „Wrócikowo“. Heute ist die Siedlung (polnisch Osada) ein eigenes Schulzenamt (Sołectwo) in der Stadt-und-Land-Gemeinde Barczewo (Wartenburg i. Ostpr.) im Powiat Olsztyński (Kreis Allenstein), bis 1998 der Woiwodschaft Olsztyn, seither der Woiwodschaft Ermland-Masuren zugehörig.

## Kirche
Bis 1945 war Robertshof in die evangelische Kirche Wartenburg (Ostpreußen) in der Kirchenprovinz Ostpreußen der Kirche der Altpreußischen Union, außerdem in die römisch-katholische St.-Anna-Kirche Wartenburg eingepfarrt.
Heute gehört Wrócikowo katholischerseits weiterhin zur Stadt Barczewo, die jetzt dem Erzbistum Ermland zugehört. Evangelischerseits halten sich die Einwohner jetzt zur Christus-Erlöser-Kirche Olsztyn (Allenstein) in der Diözese Masuren der Evangelisch-Augsburgische Kirche in Polen.

## Verkehr
Wrócikowo liegt südlich der polnischen Landesstraße 16 (einstige deutsche Reichsstraße 127), die noch im Ausbau zur Schnellstraße S 16 begriffen ist. Über die (künftige) Anschlussstelle „Barczewo“ ist Wrócikowo auf direktem Wege zu erreichen.
Die nächste Bahnstation ist ebenfalls Barczewo. Sie liegt an der PKP-Linie 353 Posen–Toruń–Olsztyn–Skandawa, die einstmals bis nach Tschernjachowsk (Insterburg) in der heutigen Oblast Kaliningrad (Königsberger Gebiet) verlief.